# Lawe Malun
Lawe Malun is een bestuurslaag in het regentschap Aceh Tenggara van de provincie Atjeh, Indonesië. Lawe Malun telt 782 inwoners (volkstelling 2010).